# Acqua & Sapone (wielerploeg)/2006
Deze pagina geeft een overzicht van de Acqua & Sapone wielerploeg in  2006.

## Renners
| Naam                  | Geboortedatum | Nationaliteit | Ploeg 2005      |
| --------------------- | ------------- | ------------- | --------------- |
| Aleksandr Arekejev    | 12-10-1982    | Rusland       |                 |
| Andrus Aug            | 22-05-1972    | Estland       | Fassa Bortolo   |
| Gabriele Balducci     | 03-11-1975    | Italië        |                 |
| Denis Bertolini       | 13-12-1977    | Italië        |                 |
| Stefano Cavallari     | 31-03-1978    | Italië        | Team Barloworld |
| Luca Celli            | 23-02-1979    | Italië        | Team Barloworld |
| Crescenzo D'Amore     | 02-04-1979    | Italië        |                 |
| Lorenzo Di Silvestro  | 16-01-1970    | Italië        | Team Nippo      |
| Alessandro Donati     | 08-05-1979    | Italië        |                 |
| Andrej Koenitski      | 02-07-1984    | Wit-Rusland   |                 |
| Andrea Masciarelli    | 02-09-1982    | Italië        |                 |
| Francesco Masciarelli | 05-05-1986    | Italië        |                 |
| Simone Masciarelli    | 02-01-1980    | Italië        |                 |
| Leonardo Moser        | 25-09-1984    | Italië        |                 |
| Rinaldo Nocentini     | 25-09-1977    | Italië        |                 |
| Giuseppe Palumbo      | 10-09-1975    | Italië        |                 |
| Andrea Rossi          | 19-04-1979    | Italië        |                 |
| Branislaw Samojlaw    | 25-05-1985    | Wit-Rusland   |                 |
| Kanstantsin Siwtsow   | 09-08-1982    | Wit-Rusland   | Fassa Bortolo   |
| Mauricio Soler        | 14-01-1983    | Colombia      | neo             |
| Ondřej Sosenka        | 09-12-1975    | Tsjechië      |                 |
| Andrea Tonti          | 16-02-1976    | Italië        | Lampre          |
| Frank Vandenbroucke   | 06-11-1974    | België        | Unibet.com      |
| Jure Zrimsek          | 20-01-1982    | Slovenië      |                 |

## Overwinningen
Settimana Ciclistica Lombarda
2e etappe: Gabriele Balducci
Ronde van de Apennijnen
Rinaldo Nocentini
Vredeskoers
5e etappe: Kanstantsin Siwtsow
Circuit de Lorraine
2e etappe: Mauricio Soler
Eindklassement: Mauricio Soler
Bicicleta Vasca
2e etappe: Andrea Tonti
Nationale kampioenschappen
Tsjechië (tijdrit): Ondřej Sosenka
Wit-Rusland (wegwedstrijd): Kanstantsin Siwtsow
GP Fred Mengoni
Andrea Tonti
Giro del Veneto
Rinaldo Nocentini
Coppa Placci
Rinaldo Nocentini
Duo Normand
Ondřej Sosenka
2004 · 2005 · 2006 · 2007 · 2008 · 2009 · 2010 · 2011 · 2012